# Television Infrared Observation Satellite

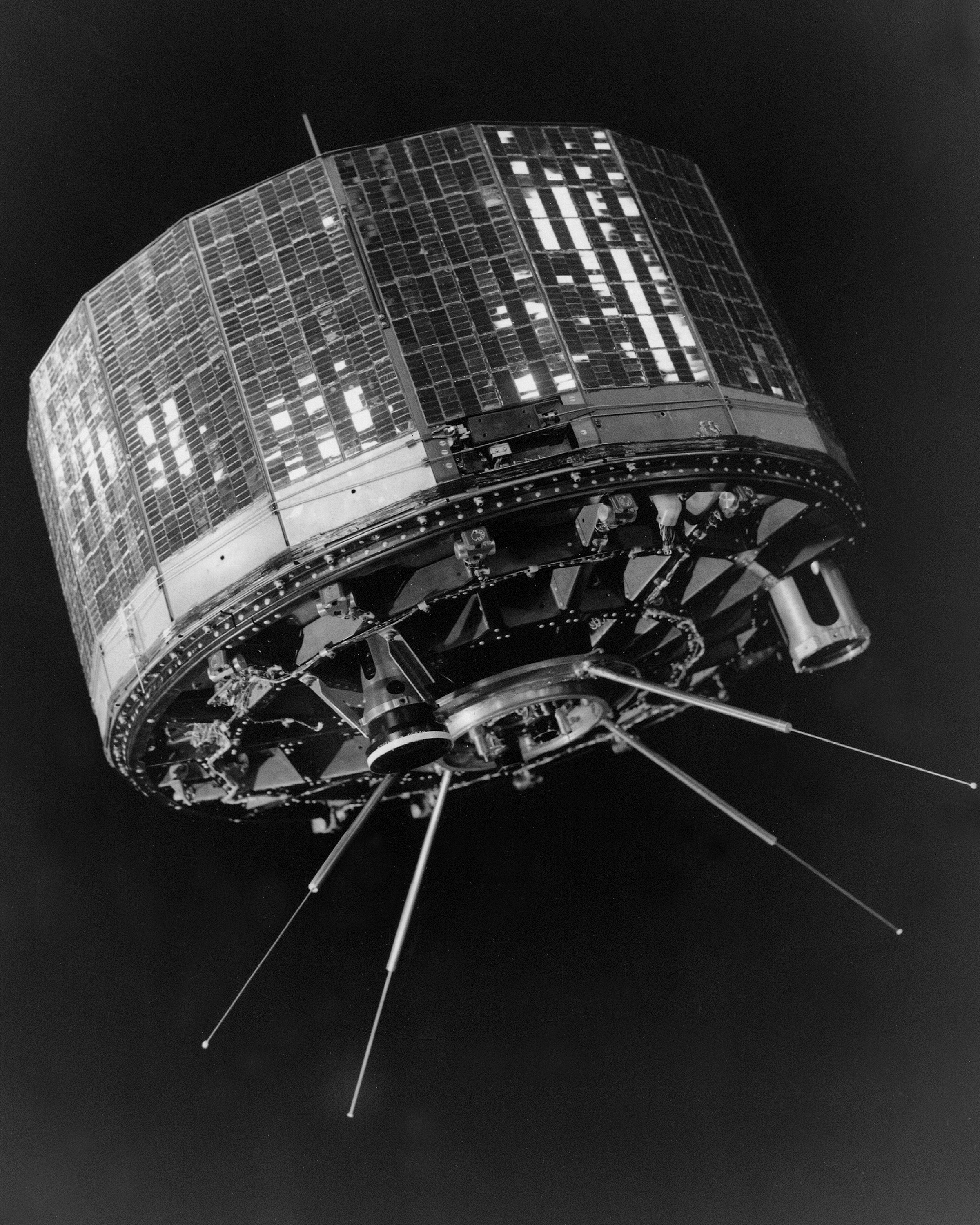
O satélite TIROS 6.

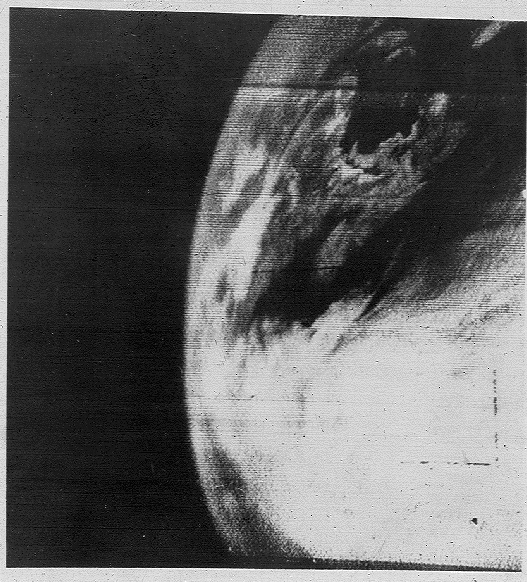
Primeira imagem de TV da Terra obtida a partir do espaço.

TIROS, sigla de Television Infrared Observation Satellite, é a denominação da série dos primeiros satélites meteorológicos lançados pelos Estados Unidos, começando com o TIROS-1 em 1960.
O TIROS foi o primeiro satélite com capacidade para o sensoriamento remoto da Terra, permitindo aos cientistas observar a Terra de uma nova perspectiva: o espaço.

O programa foi extremamente bem sucedido, provando as enormes vantagens no uso de satélites para observações climáticas numa escala de tempo, sendo uma das causas do sucesso a sua extrema simplicidade.
As instituições que participaram desse projeto, incluiram: a NASA, o United States Army Signal Research and Development Lab, a Radio Corporation of America, o United States Weather Bureau, e o United States Naval Photographic Interpretation Center.

## Os satélites

### Primeira geração
- TIROS-1 (A): lançado em 1 de Abril de 1960, sofreu falhas no sistema elétrico em 15 de Junho de 1960
- TIROS-2 (B): lançado em 23 de Novembro de 1960, falhou em 22 de Janeiro de 1961
- TIROS-3 (C): lançado em 12 de Julho de 1961, desativado em 28 de Fevereiro de 1962
- TIROS-4 (D): lançado em 8 de Fevereiro de 1962, falhou em 30 de Junho de 1962 (ambas as cameras falharam antes)
- TIROS-5 (E): lançado em 19 de Junho de 1962, falhou em 13 de Maio de 1963
- TIROS-6 (F): lançado em 18 de Setembro de 1962, falhou em 21 de Outubro de 1963
- TIROS-7 (G): lançado em 19 de Junho de 1963, desativado em 3 de Junho de 1968
- TIROS-8 (H): lançado em 21 de Dezembro de 1963, desativado em 1 de Julho de 1967
- TIROS-9 (I): lançado em 22 de Janeiro de 1965, falhou em 15 de Fevereiro de 1967. Primeiro satélite TIROS em órbita quase polar
- TIROS-10 (OT-1): lançado em 2 de Julho de 1965, desativado em 31 de Julho de 1966

Em Junho de 2009, todos os satélites TIROS lançados entre 1960 e 1965 (com exceção do TIROS-7) ainda estavam em órbita.

### Segunda geração
- ESSA-1 (OT-3)
- ESSA-2 (OT-2)
- ESSA-3 (TOS-A)
- ESSA-4 (TOS-B)
- ESSA-5 (TOS-C)
- ESSA-6 (TOS-D)
- ESSA-7 (TOS-E)
- ESSA-8 (TOS-F)
- ESSA-9 (TOS-G)

### ITOS/TIROS-M
- TIROS-M (ITOS-1): 23 de Janeiro de 1970, lançamento
- NOAA-1 (ITOS-A): 11 de Dezembro de 1970, lançamento
- ITOS-B 21 de Outubro de 1971 lançamento; órbita não utilizável
- ITOS-C
- NOAA-2 (ITOS-D): 15 de Outubro de 1972, lançamento
- ITOS-E 16 de Julho de 1973, lançamento; falhou em orbitar
- NOAA-3 (ITOS-F): 6 de Novembro de 1973, lançamento
- NOAA-4 (ITOS-G): 15 de Novembro de 1974, lançamento
- NOAA-5 (ITOS-H): 29 de Julho de 1976, lançamento

### TIROS-N
- TIROS-N: lançado em 13 de Outubro de 1978
- NOAA-6 (A): lançado em 27 de Junho de 1979
- NOAA-B: lançado em 29 de Maio de 1980. Falhou em conseguir uma órbita utilizável devido a uma falha no motor do foguete.[5]
- NOAA-7 (C): lançado em 23 de Junho de 1981

### TIROS-N avançado
- NOAA-8 (E): NOAA-E lançado em 28 de Março de 1983 fora da sequencia (antes do NOAA-D) para se tornar o primeiro satélite americano de busca e salvamento operacional.[5]
- NOAA-9 (F): lançado em 12 de Dezembro de 1984
- NOAA-10 (G): lançado em 17 de Setembro de 1986
- NOAA-11 (H): lançado em 24 de Setembro de 1988
- NOAA-12 (D): NOAA-D lançado em 14 de Maio de 1991 e desativado em 10 de Agosto de 2007 atingindo um recorde de vida útil de mais de 16 anos.[5]
- NOAA-13 (I): lançado em 9 de Agosto de 1993; duas semanas depois do lançamento o satélite sofreu uma falha completa do sistema de alimentação.[5]
- NOAA-14 (J): lançado em 30 de Dezembro de 1994
- NOAA-15 (K): lançado em 13 de Maio de 1998
- NOAA-16 (L): lançado em 21 de Setembro de 2000
- NOAA-17 (M): lançado em 24 de Junho de 2002
- NOAA-18 (N): lançado em 20 de Maio de 2005
- NOAA-19 (N Prime): lançado em 6 de Fevereiro de 2009[6]